# Alfred A. Taylor
Alfred Alexander "Alf" Taylor (6 de agosto de 1848 - 25 de novembro de 1931) foi um político americano. O 34º Governador do Tennessee, com mandato de 1921 até 1923, sendo um de apenas três republicanos, que ocupou este cargo desde o final da Reconstrução dos Estados Unidos até a segunda metade do século XX. Ele também foi membro da Câmara dos Representantes dos Estados Unidos, de 1889 a 1895 exercendo três mandatos.
Em 1886, Taylor concorreu para governador contra seu irmão, Robert Love Taylor, em uma memorável campanha conhecida como a "guerra das rosas". Percorrendo juntos em campanha o Tenesse, os irmãos muitas vezes envolveram-se em brincadeiras alegres e tocavam violinos, em contraste com a anteriores campanhas para governador, que envolviam debates ferinos. Taylor concorreu para governador novamente em 1910, mas perdeu a nomeação de seu partido para Ben W. Hooper. Ele saiu vitorioso em 1920 devido, em grande parte as divisões dentro do Partido Democrata sobre impostos e sufrágio feminino.

## Início de vida
Taylor nasceu na comunidade Happy Valley, no Condado de Carter, Tennessee sendo o segundo filho de Nathaniel Green Taylor, um membro da câmara de representantes dos Estados Unidos, ministro Metodista, poeta e Emaline Haynes Taylor, uma pianista. :23 Nathaniel Taylor foi membro do partido Whig (origem de muitos republicanos), enquanto a família de sua esposa, seu irmão, Landon Carter Haynes, eram democratas. Alfred acompanhou seu pai no partido republicano, enquanto seu irmão, Robert, acompanhou a família de sua mãe no Partido Democrata.
Taylor participou Duffield Academy em Elizabethton, Tennessee e Buffalo Institute (atualmente Milligan College), no Condado de Carter, Tennessee. Após o início da Guerra Civil Americana, Nathaniel Taylor apoiou a União e os Taylors foram forçados a mudar-se para o norte. :19 Durante este período, Alfred frequentou o Pennington Seminary em Pennington, no estado de Nova Jersey.
Em 1867, Alfred acompanhou seu pai, então comissário de assuntos indígenas sob ordens do Presidente Andrew Johnson, para juntar-se a Comissão de paz Indígena, no Kansas, no esforço para acabar com as guerras de planícies (territórios originalmente indígenas). A Comissão negociou o Tratado de Medicine Lodge com os índios das planícies do Sul,  estabelecendo sobre sua remoção para as reservas dos territórios indígenas. Em 1924 Taylor escreveu um relato desta viagem e publicou em Crônicas de Oklahoma.
Após estudar direito, Taylor foi admitido para advocacia em 1870 e iniciou a profissão em Jonesborough, Tennessee.

## Início da carreira política
Taylor foi eleito para a Câmara dos Representantes do Tennessee em 1874 por um mandato. Entre suas iniciativas está a criação do Condado de Unicoi em 1875. Ele mais tarde referiu-se ao condado como "meu bebê". :35 Taylor serviu como um eleitor para Rutherford B. Hayes em 1876, bem como nas três campanhas presidenciais subsequentes.

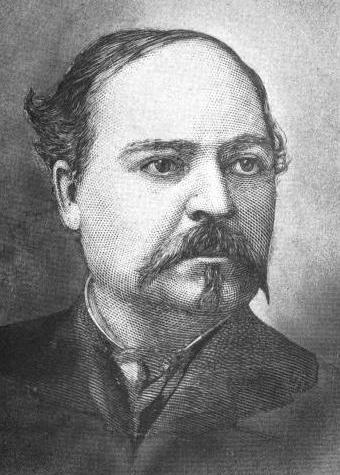
Taylor em 1886

Em 1878, Taylor procurou a indicação de seu partido para o Congresso representando a sede do 1º distrito para vaga a ser desocupada por Augustus Pettibone. Embora Taylor tivesse apoio popular, Pettibone conseguiu obter a indicação na Convenção do partido, deixando insatisfeitos os partidários de Taylor. O irmão de Taylor, Robert (um democrata), disputou contra Pettibone, na eleição geral, então com o apoio dos democratas e simpatizantes descontentes de seu irmão, obteve o assento. Porém, depois de um mandato ele foi derrotado à reeleição por Pettibone. :40
Na disputa para governador de 1886 do Tennessee, os republicanos, na esperança de explorar divisões dentro do Partido Democrata, nomearam Alfred Taylor como seu candidato. Democratas nomearam seu irmão, Robert, acreditando que ele seria a melhor pessoa para unificar o partido e conter o apoio popular de Alfred. Os irmãos percorreram o estado juntos, atraindo grandes multidões, engajavam-se em alegres debates políticos, tocavam violinos, enquanto a multidão dançava. Em um evento em Madisonville, Robert afirmou que ele e Alfred eram ambos rosas, embora ele fosse uma rosa branca, enquanto Alfred era uma rosa vermelha. Então seus respectivos apoiadores portavam rosas brancas ou vermelhas, a disputa tornou-se conhecida como a "guerra das rosas" (o nome semelhante de um conflito Português do século XV). No dia da eleição, Robert ganhou por cerca de 16.000 votos.
A campanha de 1886 impulsionou a popularidade de Alfred Taylor. Em 1888, ele disputou com sucesso para representar a sede do 1º distrito na Câmara dos Representantes dos Estados Unidos, derrotando o democrata David P. Wilcox por 7.000 votos. Foi reeleito em 1890, disputando com Roderick R. Butler (que candidatou-se sem partido, como independente) por menos de mil votos. Foi reeleito para um terceiro mandato em 1892. Durante seu mandato congressional, Taylor apoiou a "tarifa de McKinley", uma medida protecionista de mercado que gerou as tarifas sobre importações em patamares de 50%. Ele também apoiou o projeto Lodge Bill, que assegurava proteção para os eleitores afrodescendentes no Sul.
Depois de deixar o Congresso, Taylor juntou-se a seu irmão, Robert, em uma turnê de palestras. Eles compuseram e apresentaram uma palestra popular intitulada "Yankee Doodle e Dixie". A turnê foi um grande sucesso financeiro, rendendo aos irmãos dezenas de milhares de dólares. :64
Em 1906, Taylor disputou como independente (sem partido) para uma vaga na Câmara dos Representantes dos Estados Unidos pelo 1º distrito do Tennessee contra o líder do partido republicano no Estado, Walter P. Brownlow, mas foi derrotado por uma margem substancial de votos. Em 1910, Taylor procurou a nomeação republicana para governador, mas foi derrotado por Ben W. Hooper. Hooper derrotou então o irmão de Alfred, Robert Love Taylor, na eleição geral.

## Governador do Tennessee

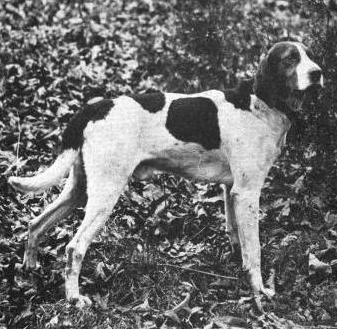
Cão de Taylor, "Old Limber"

Em 1920 aos 71 anos de idade, Taylor foi nomeada pelos republicanos para disputar para governador. Seu adversário, que buscava reeleição, foi o  governador democrata, Albert H. Roberts, que abandonara uma parcela significativa do seu partido pela promulgação de reformas tributárias impopulares e pela ajuda na ratificacão da 19ª emenda constitucional (que atribuía às mulheres o direito de voto). Na campanha eleitoral, Taylor viajou com quatro pessoas, três delas seus filhos, contava a história do "Old Limber", seu cão fox que, apesar de sua idade avançada, pode ainda superar o cão "Pack" em uma corrida. :81 Como ele também havia apoiado a 19ª emenda, concorreu atacando principalmente as reformas tributárias de Roberts. No dia da eleição, ele derrotou Roberts com 229.143 votos sobre 185.890. Foi a primeira eleição para governador do estado em que as mulheres puderam votar.
Após sua posse, Taylor focou no que ele chamou de as "Big Four" questões: reforma fiscal, reforma escolar rural, rodovias e econômicas. Embora a maior parte de sua propostas foram paralisadas no legislativo (que era controlado pelos democratas), criou o cargo de fiscal Comissário, obteve o financiamento para a Comissão histórica do Estado e resolveu várias disputas trabalhistas. Ele também ajudou a convencer o governo federal para converter uma fábrica de nitrato construída para a Guerra Mundial em Wilson Dam, Muscle Shoals, Alabama, em uma usina de energia elétrica em benefício dos habitantes do Vale do Tennessee.
Em 1922 o Partido Democrata nomeou o antigo líder do partido, Austin Peay, para concorrer contra Taylor para governador. Peay não possuía o carisma de Taylor e limitou-se aos discursos básicos, em contraste com os divertidos comícios de Taylor. Peay contou com o apoio do empreendedor Clarence Saunders (o fundador do Piggly Wiggly) e com o partido democrático mais uma vez unificado, então ele derrotou Taylor no dia da eleição, com 141.002 votos sobre 102.586.

## Últimos anos e morte
Após sua derrota na disputa para governador em 1922, Taylor retornou para sua fazenda perto de Johnson City, Tennessee. Ele morreu em 25 de novembro de 1931 e foi enterrado no cemitério Monte Vista nesta cidade. Em 1938, seu irmão, Robert, que inicialmente havia sido enterrado em Knoxville, foi reenterrado em uma sepultura ao lado dele.

## Família
O bisavô de Taylor, General Nathaniel Taylor (1771–1816), lutou na batalha de New Orleans sob o comando de Andrew Jackson. Outro bisavô, Landon Carter (1760–1800), lutou na batalha de Kings Mountain, em 1780. :17 O tio de Taylor, Landon Carter Haynes, era um líder democrata do Tennessee leste durante a Guerra Civil e foi membro do Senado confederado. Taylor era primo de Nathaniel Edwin Harris, que serviu como governador da Geórgia de 1915 a 1917.
Taylor casou com Jennie Anderson em 1881, eles tiveram dez filhos. Seu filho, Robert Love Taylor (1899–1987), nomeado pelo irmão de Alfred, tornou-se um juiz federal dos Estados Unidos.

## Fonte da tradução
- Este artigo foi inicialmente traduzido, total ou parcialmente, do artigo da Wikipédia em inglês cujo título é «Alfred A. Taylor».

## Ler também
- Taylor, Robert L., Jr. "Apprenticeship in the First District: Bob and Alf Taylor’s Early Congressional Races." Tennessee Historical Quarterly 28 (Spring 1969): 24-41.
- Taylor, Robert L., Jr. "Tennessee's War of the Roses as Symbol and Myth," Tennessee Historical Quarterly 41 (1982): 337-59.